# Saint-Germain-les-Belles
Saint-Germain-les-Belles (tiếng Occitan: Sent German las Belas) là một xã của tỉnh Haute-Vienne, thuộc vùng Nouvelle-Aquitaine, miền trung nước Pháp.